# Bartlomiej Frykowski
Bartłomiej Frykowski (9 de marzo de 1959, Lodz, Polonia-8 de junio de 1999, Wyszków, Polonia) fue un director de fotografía polaco.

## Biografía
Hijo de Wojciech Frykowski y su primera esposa la modelo Ewa Maria Morelle. Padre de tres hijos: Agnieszka Frykowska, conocida en Polonia por participar en el popular reality show Gran Hermano, de su relación con Anna Toth, y Rozalia y Sergiusz de su posterior matrimonio con Monika. En 1991 se graduó en la Escuela Nacional de Cine Televisión y Teatro en Lodz.
Murió el 8 de junio de 1999 en un hospital de Wyszków, como resultado de heridas de arma blanca en la noche del 7 al 8 de junio de 1999 en la mansión de su amante Karolina Wajda en Gluchy (lugar de origen de la familia de Cyprian Kamil Norwid). Los investigadores concluyeron que fue un suicidio. Fue enterrado en el viejo cementerio Ogrodowa en Lodz.

## Filmografía
Operador de fotografía
- 1987: Ludożerca
- 1989: Después de la caída
- 1991: Queja
- 1993: Secuestro de Agata
- 1999: Pan Tadeusz
- 2000: Hija del cónsul (Gunblast Vodka)
- 2000: Con sangre y fuego

Actor
- 1993: Secuestro de Agata

### Representaciones de teatro en televisión
- 1989: Purgatorio (espectáculo de TVP ) - operador de cámara

### Estudios escolares PWSFTviT
- 1985: abuelo y nieto - fotos
- 1985: Ryszard y Anioł - fotos
- 1985: corona de plata - fotos
- 1986: Juegos después del almuerzo - fotos
- 1986: L'amour - lo que significa que la vida es difícil - cooperación cinematográfica
- 1987: fin de semana - fotos
- 1988: Birdy? - director, fotos
- 1988: Caperucita Roja - fotos
- 1988: ¡Corazón de perro! - fotos
- 1988: Glass Mountain - cooperación cinematográfica
- 1989: La jaula del tigre - guion, cinematografía
- 1990: Piano forte - director, cinematografía